# Mussaenda divaricata
Mussaenda divaricata är en måreväxtart som beskrevs av John Hutchinson. Mussaenda divaricata ingår i släktet Mussaenda och familjen måreväxter. Inga underarter finns listade i Catalogue of Life.